# Odesszai Népköztársaság
Az Odesszai Népköztársaság (oroszul: Одесская наро́дная респу́блика) a 2014-es ukrajnai oroszbarát zavargások nyomán létrejött rövidéletű önjelölt államalakulat volt Odesszában és területén. Az állam a Donyecki és Harkovi Népköztársaságok nyomán, s Luganszki Népköztársaságok létrejöttét megelőzően alakult meg 2014. április 16-án.
Megalakulásának körülményei mégis ellentmondásosak, ugyanis az euromajdanellenes tüntetők állításuk szerint nem tettek közzé semmiféle függetlenségi nyilatkozatot, annak ellenére, hogy az olvasható volt a majdanellenes mozgalom weboldalán. A tüntetők úgy fogalmaztak, hogy Donyeckkel, Luhanszkkal és Harkivval ellentétben az ő céljuk az autonómia és nem az elszakadás Ukrajnától. Ennek ellenére az SZBU október 28-án közleményt adott ki, hogy Odesszában is készülőben volt a kelet-ukrajnaihoz hasonló szeparatista lépés, mivel a hatóságok fegyvereket és lőszereket foglaltak le, valamint szeparatistákat fogtak el, akik mögött az orosz hírszerzés állt.
Nem megbízható (szélsőséges orosz nacionalista) források szerint a köztársaság deklarációja nem április 16-án volt, hanem április 20-án, az Odessza központjában levő Kulikove Pole zöldterületen. Ugyancsak nem megbízhatóak azok a források, amelyek szerint az állam vezetője Valerij Kaurov, aki a jelzett időpontban Moszkvában tartózkodott. A majdanellenes oldal a médiában jelezte, hogy a kulikovói tábortól elhatárolódik és továbbra sincs szerepük az Odesszai Népköztársaság kikiáltásában, mivel aktivistáik közül is sokakat felháborított ez a szerintük önkényes, egyoldalú lépés.
A városban az év májusában további véres összetűzések voltak az ukránok, illetőleg a helyi oroszok és oroszpártiak között. Az egyik ilyen összecsapás 46 halottat követelt.